# Borja Quiza
Borja Quiza es un barítono español, nacido en 1982 en la parroquia de Ladrido, municipio de Ortigueira (La Coruña). 

## Biografía
Se trasladó de joven con su familia a La Coruña, su actual residencia, donde se licenció en ingeniería informática en la Universidad de La Coruña.

Comenzó su andadura musical en la coruñesa Coral Polifónica Follas Novas y en el Coro de la Orquesta Sinfónica de Galicia, para después proseguir con su formación musical en el Conservatorio Superior de Música de Vigo. Ha sido alumno de Teresa Novoa, María Dolores Travesedo, Renata Scotto y del tenor argentino Daniel Muñoz.

En el año 2009 recibió el premio al mejor cantante lírico joven, otorgado por la revista Ópera Actual

En 2010 fue galardonado con el Premio Lírico Teatro Campoamor en la categoría de mejor cantante de ópera española o zarzuela

Ha actuado en los principales teatros españoles, entre otros en el Real de Madrid, Liceo de Barcelona, Palau de les Arts de Valencia o el Auditorio Nacional; bajo la batuta de directores como Vladímir Yúrovski, Kent Nagano, Kirill Petrenko o Alberto Zedda

## Filmografía
En 2009 interpretó el papel de Don Giovanni en la película Io, Don Giovanni de Carlos Saura

## Repertorio

### Ópera
- Conde de Almaviva de Le Nozze di Figaro (Mozart)
- Guglielmo de "Così fan tutte" (Mozart)
- Don Giovanni de Don Giovanni (Mozart)
- Papageno de Die Zauberflöte (Mozart)
- Dandini de La Cenerentola (Rossini)
- Belcore de L'Elisir d'Amore (Donizetti)
- Dott. Malatesta de Don Pasquale (Donizetti)
- Enrico de Il campanello (Donizetti)
- Marcello de La Boheme (Puccini)
- Sharpless de Madama Butterfly (Puccini)
- Zurga de Le Pêscheurs de Perles (Bizet)
- Mercutio de Romeo et Juliette
- Pelleas de Pelleas et Melisande (Debussy)
- Ramiro de L`Heure Espagnole (Ravel)

### Zarzuela
- Maruxa
- La verbena de la Paloma
- La revoltosa
- El barberillo de Lavapiés
- La del manojo de rosas
- La viejecita
- La viuda alegre
- La canción del olvido
- La corte de Faraón

## Premios y nominaciones
| Año  | Trabajo premiado            | Premio                                     |
| ---- | --------------------------- | ------------------------------------------ |
| 2009 | Mejor cantante lírico joven | Premio Ópera Actual                        |
| 2010 | Mejor cantante de zarzuela  | Premios Líricos Teatro Campoamor de Oviedo |